# En sten vid en sjö i en skog/Tuffa tider (för en drömmare)
En sten vid en sjö i en skog/Tuffa tider (för en drömmare) är en dubbel-A-sida av Gyllene Tider, och båda sångerna skrevs av Per Gessle och spelades in av bandet 2004 på albumet Finn 5 fel!. samt utgavs på singel den 19 maj 2004.
Singeln nådde förstaplatsen på den svenska singellistan, Låten "Tuffa tider (för en drömmare)" nådde som högst en 20:e plats på den svenska albumlistan, medan den som högst nådde en andraplats på såväl Svensktoppen som Trackslistan.

## Listplaceringar
| Lista (2004) | Topplacering |
| ------------ | ------------ |
| Sverige      | 1            |

### Fotnoter
1. ↑  ”Finn 5 fel!”. Svensk mediedatabas. 25 februari 2004. http://smdb.kb.se/catalog/id/001432264. Läst 16 juni 2015.
2. ↑  ”En sten vid en sjö i en skog/Tuffa tider (för en drömmare)”. Gyllene tiders webbplats. 19 maj 2004. Arkiverad från originalet den 23 november 2017. https://web.archive.org/web/20171123203457/http://www.gyllenetider.com/discography/singles/en-sten-vid-en-sjo-i-en-skog/. Läst 16 juni 2015.
3. ↑  ”Nostalgilistan”. Sveriges Radio. 21 november 2004. Arkiverad från originalet den 4 mars 2016. https://web.archive.org/web/20160304202321/http://www.nostalgilistan.se/gyllene-tider-423/tuffa-tider-for-en-drommare--2679. Läst 16 juni 2015.
4. ↑  ”En sten vid en sjö i en skog/Tuffa tider (för en drömmare)”. Swedishcharts. 25 februari 2004. http://www.swedishcharts.com/showitem.asp?interpret=Gyllene+Tider&titel=Tuffa+tider+%28f%F6r+en+dr%F6mmare%29+%2F+En+sten+vid+en+sj%F6+i+en+skog&cat=s. Läst 16 juni 2015.